# Lupus
Lupus ili sistemski eritemski lupus jest autoimuna bolest u kojoj imunološki sustav postaje hiperaktivan i napada normalno, zdravo tkivo. To rezultira simptomima kao što su upala, otok i oštećenje zglobova, kože, bubrega, krvi, srca i pluća.
Kod normalne funkcije imunološkog sistema proteini koji se zovu antitijela imaju ulogu u zaštiti i borbi protiv antigena (supstance sposobne da izazovu određene imune odgovore, kao što su virusi i bakterije. Lupus dovodi imuni sistem u stanje u kojem on nije u mogućnosti vidjeti (napraviti) razliku između antigena i zdravog imunog tkiva. Posljedica jest da antitijela direktno djeluju protiv zdravog tkiva - ne samo antigena - izazivajući oticanje, bol i oštećenje tkiva.
Bolest se u većini slučajeva može prepoznati po crvenim oteklinama po tijelu.
|  | Molimo pročitajte upozorenje o korištenju medicinskih informacija. Ne provodite liječenje bez savjetovanja s liječnikom! |